# Chionea (Chionea) kanenoi
Chionea (Chionea) kanenoi is een tweevleugelige uit de familie steltmuggen (Limoniidae). De soort komt voor in het Palearctisch gebied.